# Česká historiografie
Česká historiografie (dějepisectví) se začala rozvíjet záhy po vzniku českého knížectví v 9. století. První menší záznamy historických událostí se pokoušely od 12. století uceleně shrnout kroniky (Kosmova kronika, Zbraslavská kronika, tzv. Dalimilova kronika, husitské kroniky). Další kroniky byly napsány také v období humanismu, autoři však začínali psát také o dějinách náboženských hnutí, k nimž patřili (o Jednotě bratrské Jan Blahoslav), nebo o dějinách svého stavu (šlechtických rodů či měst). Po porážce českých stavů na Bílé hoře museli protestanti české země opustit; jejich tvorba pak ještě nějakou dobu doznívala v exilu. Domácí katolická historiografie se snažila navázat na tradici české katolické historiografie, avšak s nevelkým úspěchem.
Nový vzestup dějepisectví v českých zemích zaznamenalo až s příchodem osvícenství, které kladlo důraz na kritiku pramenů a jejich edici. Ediční činnost ovšem vedla k bourání starých mýtů (Dobner zpochybnil věrohodnost Hájkovy kroniky) a novému pohledu na některé události českých dějin (Pelcl pozitivně ohodnotil Husovu činnost, Dobrovský přehodnotil pohled na Jana Nepomuckého). Po roce 1820 ovšem začal romantismus osvícenské principy vytlačovat a historiografie měla začít sloužit nacionálním zájmům. Největší dílo sepsal Palacký, který české dějiny charakterizoval jako neustálé potýkání českého a německého živlu.
Skutečná vědecká historická věda se začala rodit až v 2. polovině 19. století s příchodem pozitivismu, který kladl velký důraz na systematickou důslednou práci s prameny a odmítal intuici. Pozitivistické dějepisectví sice ještě nějakou dobu dále sloužilo národním či politickým zájmům (Tomek, Gindely), Jaroslav Goll ovšem nakonec prosadil odpolitizování historiografie a vtiskl jí ráz skutečné vědecké práce založené na propracované metodologii.
Goll také vychoval na oddělené české pražské univerzitě skupinu žáků, které se začalo říkat „Gollova škola“. Nejednalo se o homogenní skupinu, společné jí však byla gollovská pozitivistická metoda. Mezi hlavní představitele patřil Pekař, Šusta, Novotný, Krofta a Nejedlý. Kromě této skupiny působila ještě starší generace pracující tradičními metodami poplatnými nacionálním, politickým či náboženským požadavkům. Také se od historické vědy začaly oddělovat pomocné vědy historické (Emler, Friedrich) a archeologie (Píč, Niederle). A v neposlední řadě se vyvíjela také historiografie českých Němců, byť pod silným vlivem nacionalismu (Bachmann, Bretholz).
V meziválečném období dále pokračovala činnost pozitivistické historiografie, avšak její zmechanizování a odosobnění vedlo ke skepsi, kritice pozitivistické metodologie (Werstadt, Slavík). Určité východisko představovalo obohacení politických dějin o hospodářsko-sociální dějiny (Mendl), v čemž pokračovala také mladší generace ve 30. letech. Z řady historiků vybočoval Kalista, jenž představil svou vlastní koncepci historikovy práce, jež podle něj měla být tvůrčí činností.
Přeryv v české historiografii znamenala nacistická okupace a nastolení komunistického režimu. O dějinách se muselo oficiálně psát v souladu s marxistickou ideologií. Politicky nevyhovující autoři museli svá díla vydávat pod jménem svého kolegy, který mohl publikovat, nebo jejich práce nevycházely vůbec. Svobodnou vědeckou činnost umožnila až sametová revoluce roku 1989.

## „Psaní o dějinách“

### Středověké zaznamenávání dějin

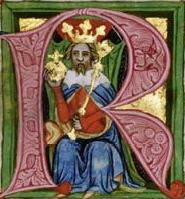
Miniatura ve Zbraslavské kronice

Česká středověká historiografie se začala rozvíjet v 9. století v prostředí duchovenstva, jež sepisovalo seznamy významných zemřelých (nekrologie) a svatých (martyrologia) a významných historických událostí (anály). Výpravnějším útvarem byly legendy (například Kristiánova legenda). Z těchto materiálů později čerpali kronikáři, z nichž byl nejvýznamnější Kosmas (asi 1045–1125), na kterého později navazovali další.
Další významná díla vznikla až na přelomu 13. a 14. století (Zbraslavská kronika a Kronika tak řečeného Dalimila), pak však následovalo za vlády Karla IV. období útlumu, v němž vznikala v podstatě jen málo originální díla, ačkoli Karel IV. psaní děl o dějinách podporoval.
Ani bouřlivé husitské období českému dějepisectví příliš nepřálo. V této době se sice objevují mnozí plodní autoři, jejich díla se však vyznačují tendenčností a mají spíše politický než historiografický charakter (Vavřinec z Březové: Husitská kronika, Mikuláš z Pelhřimova: Kronika táborská). Kromě deníků (Václav Šašek z Bířkova) pak také vznikaly různé paměti, jež byly později shrnuty do souboru s názvem Staré letopisy české.

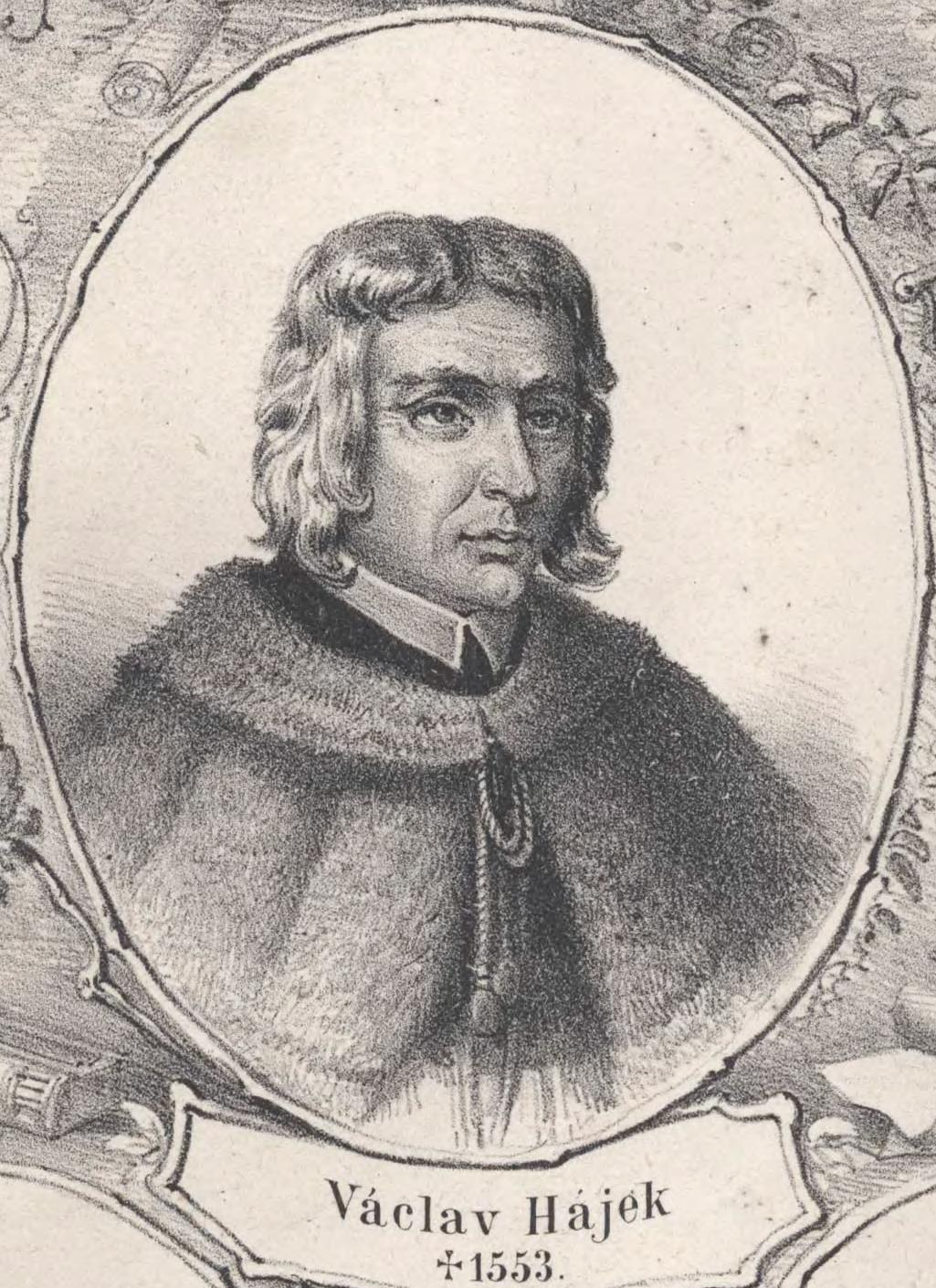
Václav Hájek z Libočan

### Humanistické a barokní dějepisectví
Humanistická historiografie se vyvinula na území Itálie a vyznačovala se větší kritičností a promyšlenější metodologií než dějepisectví středověké. Záhy po vstupu humanistického dějepisectví na českou půdu vzniklo několik kronik, z nichž největšího vlivu dosáhla Hájkova Kronika česká, jež ovšem obsahovala kromě faktů také mnohé Hájkovy výmysly. Další významná díla vznikala v prostředí Jednoty bratrské, jejíž dějiny tato díla právě popisovala. Na tomto poli vynikl zejména Jan Blahoslav. Kromě toho vznikalo také množství děl v prostředí šlechty (Václav Březan, Bartoloměj Paprocký z Hlahol), měst (městské kroniky) a na pražské univerzitě.
Po porážce na Bílé hoře roku 1620 museli protestanti zemi opustit nebo konvertovat ke katolictví. V exilu pak doznívala protestantská historiografie, jež se snažila obhájit protestantismus i českou národní a politickou svébytnost (Pavel Stránský, Pavel Skála ze Zhoře). Filosofičtější pohled na dějiny nabídl Jan Amos Komenský. Domácí katolické dějepisectví rovněž navazovalo na předešlou tradici, avšak jen na jeho katolickou větev. To vedlo velmi často až k nekritickému přejímání Hájkových výmyslů a úpadku české historiografie. Ani Bohuslav Balbín nedovedl nabídnout obšírnější podání českých dějin a jeho následovník Tomáš Pešina z Čechorodu také svým dílem Mars Moravicus nedokázal zabránit skomírání české historiografie, jež ožila až s příchodem osvícenství.

## Počátky vědecké historiografie

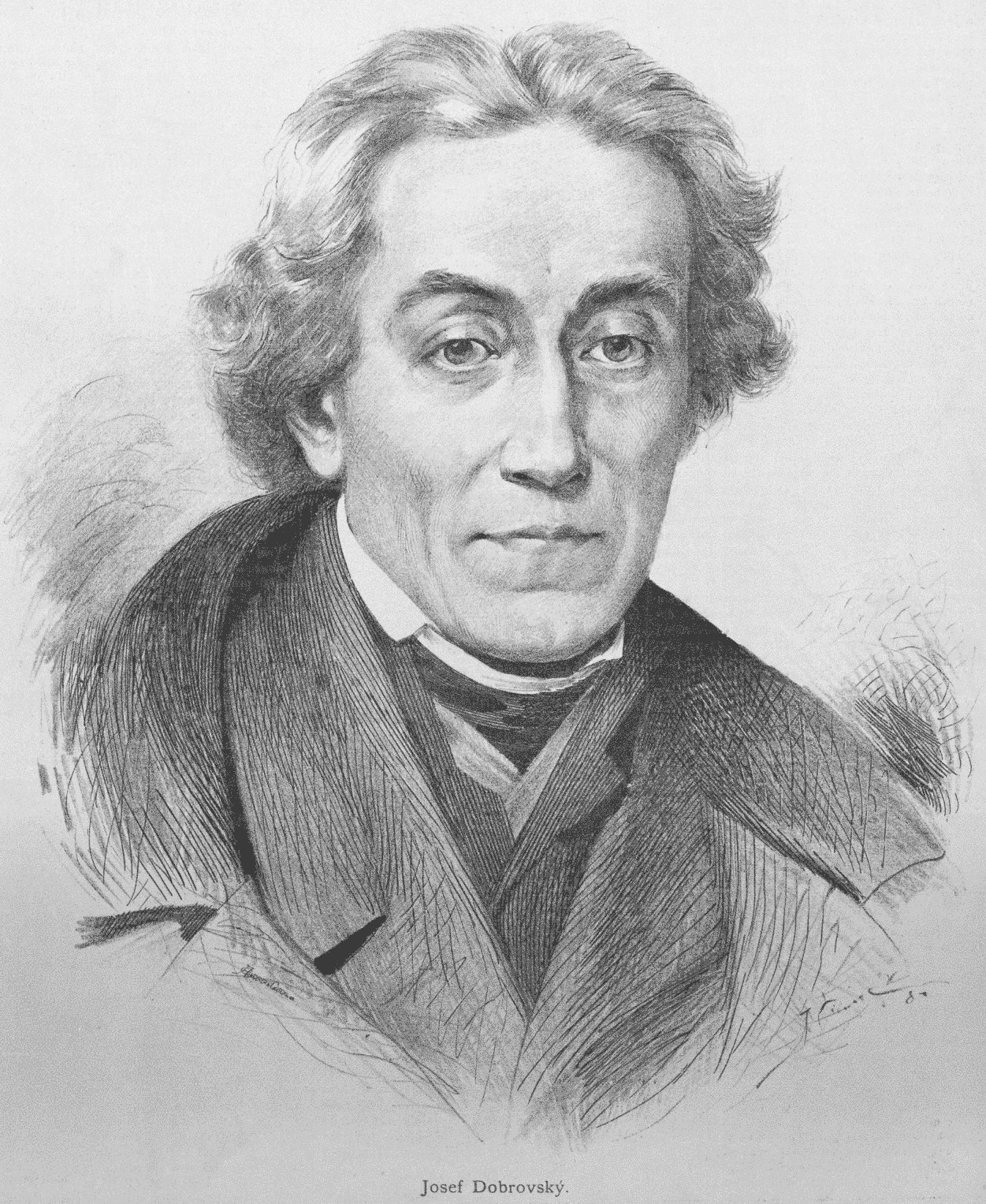
Josef Dobrovský

### Osvícenské dějepisectví
Historiografie se v českých zemích v kontextu osvícenství rozvíjela v 18. století. Vyznačovala se důrazem na kritiku a zpřístupňování pramenů. Při této ediční činnosti a při růstu vzdělanosti a náboženské tolerance nutně docházelo ke změně úhlu pohledu na dějinné události a k bourání staletých mýtů. Toto je zřetelné u Gelasia Dobnera (odhalení nevěrohodnosti Hájkovy kroniky), Františka Martina Pelcla (sympatie k Husovi) i Josefa Dobrovského (zpochybnění legendy Jana Nepomuckého).
V tomto období vznikla také díla, jež měla české dějepisectví popularizovat a nakonec se s rostoucí vzdělaností začaly objevovat psát o historii také v širších vrstvách (František Jan Vavák). Okolo roku 1800 však přišel v důsledku událostí spjatých s napoleonskými válkami útlum dějepisecké činnosti, jež se obnovila po roce 1820, tentokrát však již ne pod vlivem osvícenství, nýbrž pod vlivem romantismu ve službách národního obrození.

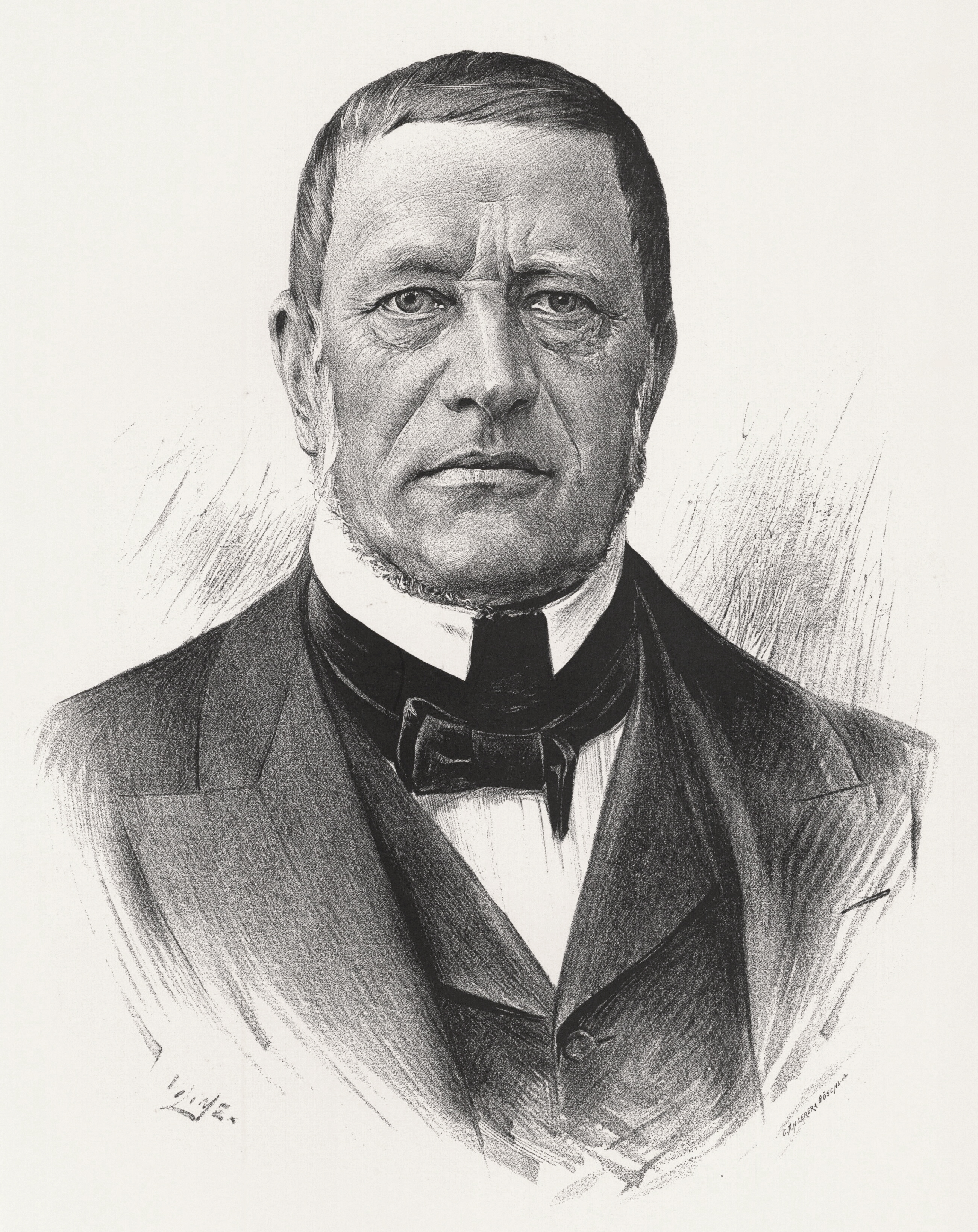
František Palacký

### Nacionální historiografie
Nový vzestup české historiografie započal okolo roku 1820. Metodologicky navazovala na výdobytky osvícenské historiografie (kritika a interpretace pramenů), osvícenské důrazy však nahradily akcenty romantické, ustupovalo se od hledání abstraktních mechanických zákonitostí a namísto toho se zdůrazňovala specifická individualita každé doby. Inspiraci obrozenecká historiografie čerpala z Herdera. Stále větší význam získávalo také nacionální hledisko, přičemž do české historiografie postupně pronikala Hegelova dialektika.
Nejvlivnější osobností pro historiografii tohoto období se stal František Palacký, který nejen inicioval a podporoval zakládání institucí věnujících se dějinám (Vlastenecké museum v Čechách a jeho časopis), ale sám sepsal dílo, vůči kterému se po celá další desetiletí museli historici ať už pozitivně, či negativně vymezit. Stěžejní myšlenku díla představovala představa neustálého stýkání a potýkání českého a německého živlu v českých zemích.
V tomto období se postupně historiografická produkce specializovala. Ke vzniku archeologie přispěl Pavel Josef Šafařík, zejména však Jan Erazim Vocel. V rámci ediční činnosti vznikly obrovské projekty pro vydávání zejména diplomatických pramenů (Codex diplomaticus et epistolaris Moraviae). A konečně se od doposud jednotné historiografie v českých zemích začala s rostoucím nacionalismem oddělovat historiografie německá. Zdůrazňování nacionálních hledisek vedlo nutně k rozdílnému pohledu na společné dějiny.

## Počátky pozitivistické historiografie

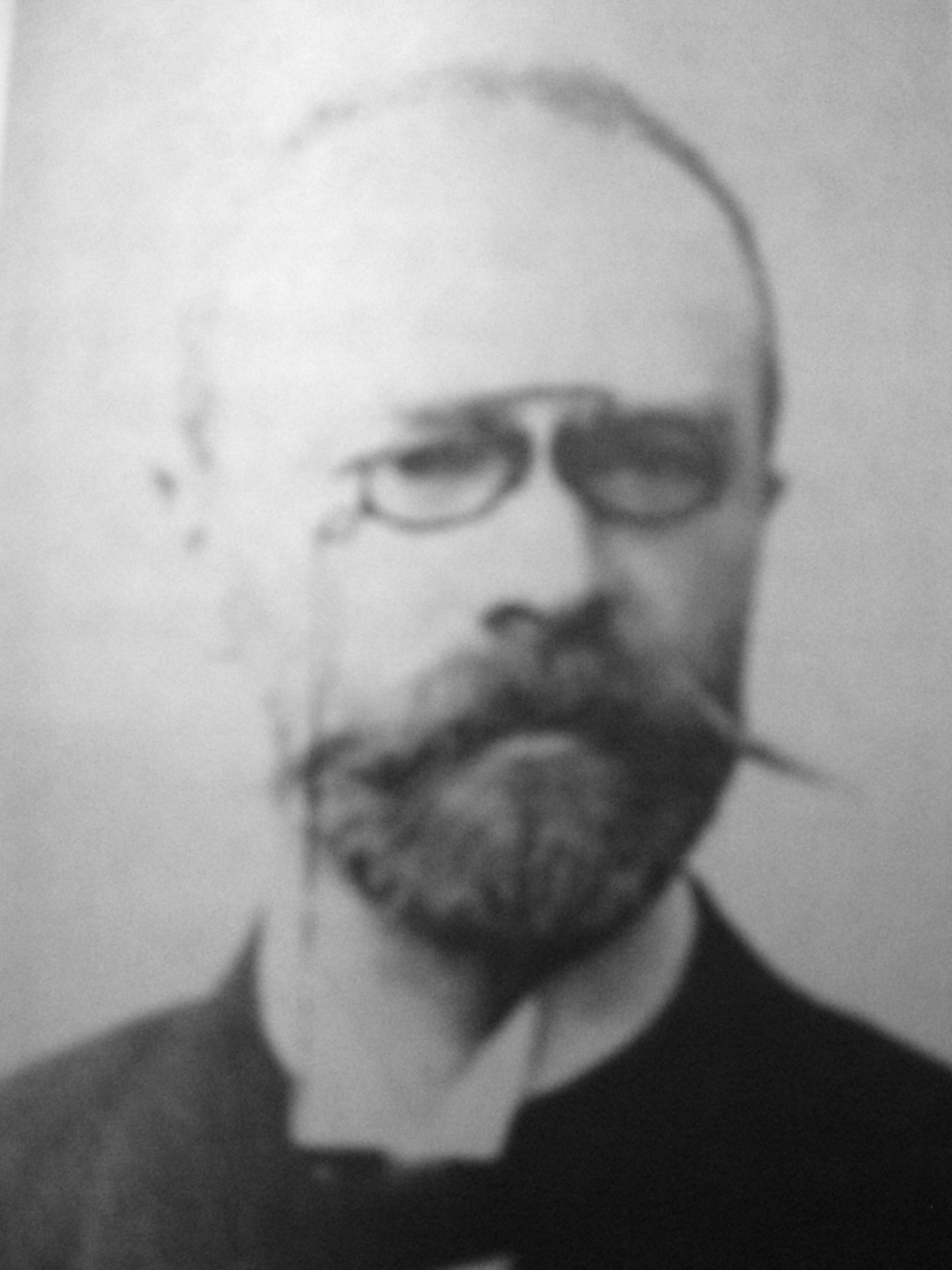
Jaroslav Goll

Skutečná vědecká historiografie se začala vyvíjet od poloviny 19. století, kdy do české historiografie začaly postupně pronikat myšlenky pozitivismu, který zdůrazňoval, že dějepisectví by se mělo zakládat na systematické práci s prameny a nikoli na romantické intuici. Tento ideál však narážel na dějinnou realitu politických bojů, a historiografie tak mnohdy sloužila k dodávání argumentů soupeřících politických či nacionálních koncepcí.
Projevilo se to i u pokračovatelů Palackého: Václav Vladivoj Tomek a Antonín Gindely zastávali konzervativnější katolické pozice, zatímco Josef Kalousek byl liberálem, hájícím české státní právo. I přes tyto rozpory ovšem mohla vzniknout kvalitní díla, k nimž přistupovala bohatá ediční práce Josefa Emlera a díla týkající se regionální, zejména moravské historie (Beda Dudík, Vincenc Brandl). Ještě silnější nacionální tón se pak objevoval u česko-německé historiografie, která se snažila dokázat, že české země přijaly křesťanství nikoli od Cyrila a Metoděje, nýbrž od bavorských kněží, a že vyspělá česká kultura je německého původu (Karl Adolf Konstantin Höfler, Ludwig Schlesinger).
Pravá vědecká historiografie se ovšem prosadila až po rozdělení pražské univerzity na českou a německou část roku 1882, a to zejména díky působení Jaroslava Golla, který kladl velký důraz na kvalitní vědeckou práci s prameny a zároveň se snažil propojit českou a evropskou historiografii. Odmítal podřídit svou práci politickým či nacionálním požadavkům, což jej a jeho žáky posléze přivedlo do sporu s Masarykem a jeho stoupenci. Dalším významným univerzitním historikem se stal Antonín Rezek, který se orientoval na obecné dějiny.
Rostoucí počet historiků umožnil další specializaci historického bádání na různé oblasti. V dějepisectví dále působili také středoškolští učitelé, z nichž je třeba zdůraznit Zikmunda Wintera. Německé dějepisectví (zejména Adolf Bachmann) dále pokračovalo ve zdůrazňování německé kulturní nadřazenosti.

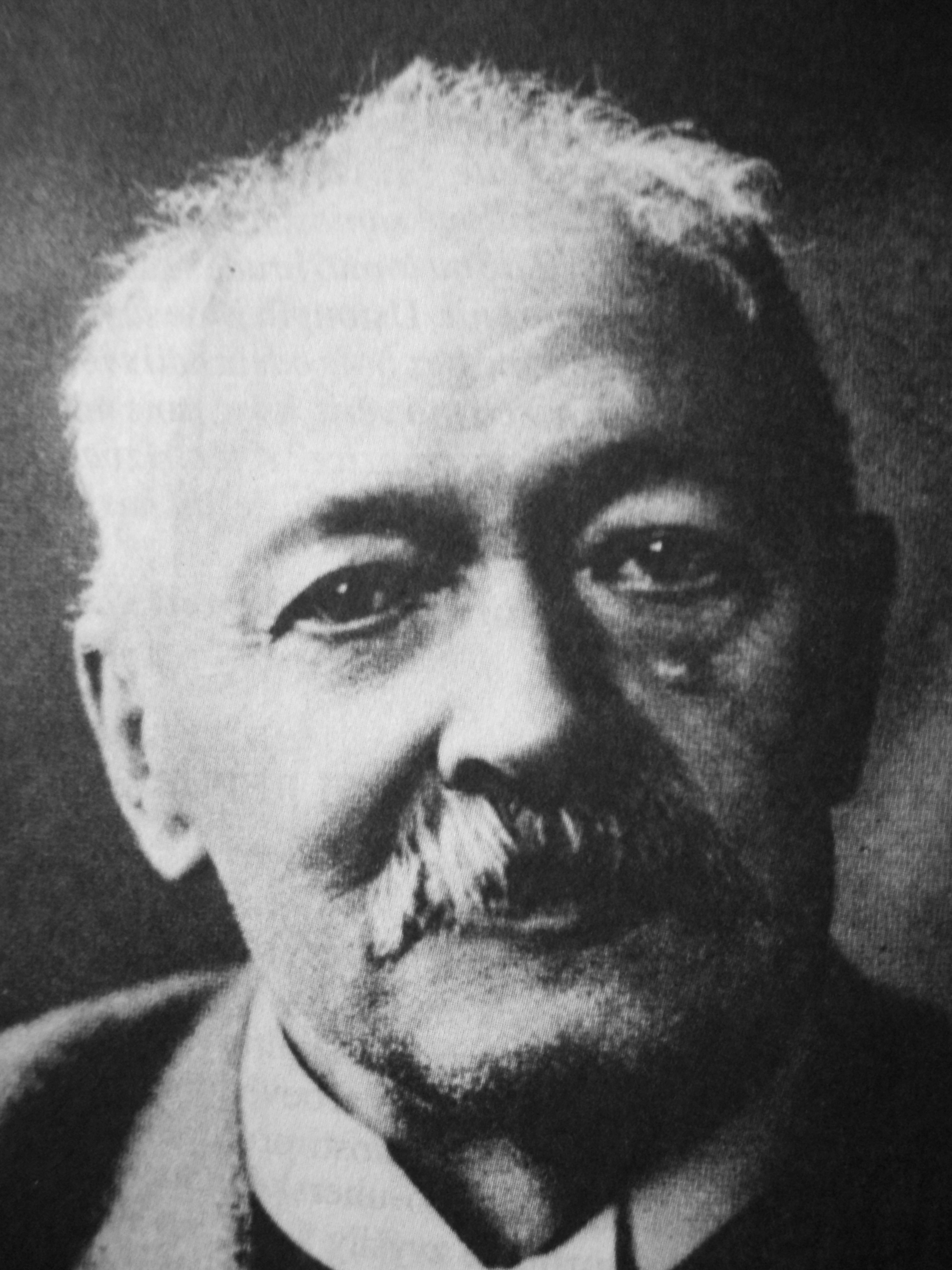
Josef Pekař

## Převaha „Gollovy školy“
Od počátku 20. století se česká historiografie ubírala poněkud odlišnou cestou než v západní Evropě, kde dějepisectví nedokázalo předvídat tak zásadní události jako první světovou válku nebo ruskou revoluci. V českých zemích se však politický program stran mnohdy založený na odvolávání se na české dějiny nakonec vznikem Československa naplnil a proto zde nezavládly takové pochybnosti o úloze historie jako jinde ve světě.

### „Gollova škola“
Hlavní roli hrála v tehdejší české historiografii tzv. „Gollova škola“, jak se nazývala skupina historiků, která od svého vysokoškolského profesora Jaroslava Golla převzala přísně vědeckou metodologii. Nejednalo se však o homogenní skupinu následovníků, neboť rozdělovala názorová a národně-politická a později sociálně-politická hlediska.
Nejblíže stál Gollovi Josef Pekař, jenž se stal také nejaktivnějším Gollovým obhájcem ve sporu o smysl českých dějin. Postavil se proti Masarykově filosofické koncepci, že české národní obrození přímo navazovalo na husitství. Rovněž se stavěl opatrně vůči prvorepublikovému radikalismu, hlásající hesla o „odčinění Bílé hory“. Úkolem dějepisce je podle něj „umělecky oživit vědecky probádanou minulost“. Pekař se také soustředil na hospodářské a sociální dějiny, podobně jako jeho kolega Josef Šusta.

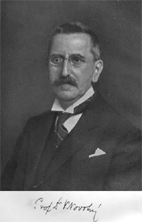
Václav Novotný

Jiným směrem se vydal Václav Novotný, který se věnoval spíše jen politickým a náboženským dějinám. Stal se příznivcem Masarykova politického realismu, do sporu o české dějiny však nezasáhl, ačkoli Masarykovo tvrzení o návaznosti národního obrození na husitství po důkladném prozkoumání dějin husitství považoval za nevěrohodné. Také se mnohem více než Pekař vracel k Palackého závěrům, ačkoli Goll požadoval jejich revizi.
Ještě více se na Masarykovu stranu přiklonil Ladislav Karel Hofman, který dějiny charakterizoval jako neustálé střetávání humanity s násilím a požadoval větší angažovanost historiků. Kamil Krofta soustřeďující se především na středověké dějiny se zprvu proti Masarykovi stavěl, avšak po roce 1918 dokázal ocenit etickou hodnotu Masarykova díla, a později dokonce začal pracovat v diplomacii. Nesouhlasil s Pekařovým voláním po revizi Palackého, stejně jako s jeho hodnocením husitství.
Zcela zvláštním Gollovým žákem byl Zdeněk Nejedlý, jehož ovlivnil také Otakar Hostinský a Masaryk. Vstoupil do sporu o smysl českých dějin, kde se snažil popsat vývoj tohoto sporu a najít smíření mezi Pekařem a Masarykem. Postupem doby však Nejedlý stále více inklinoval k marxismu a komunismu a po svém pobytu v Sovětském svazu začal prosazovat názor, že idea komunismu těsně navazuje na české národní obrození. Značně nepodloženými tvrzeními se Nejedlý odklonil od Gollem zdůrazňované přísné vědecké práce a položil základy české marxistické historiografie.

### Historiografie mimo „Gollovu školu“
Vedle „Gollovy školy“ samozřejmě působili také historici, na něž Goll neměl takový vliv. Jednalo se jednak o starší generaci, jež pracovala tradiční metodou a jíž historiografie sloužila k prosazování národního nebo náboženského programu. Vedle toho však docházelo k ustavení samostatných vedlejších historických oborů. Pro rozvoj pomocných věd historických měl zásadní význam Gustav Friedrich, zatímco při vzniku moderní české archeologie hrál velkou roli Josef Ladislav Píč a Lubor Niederle. Metody vědecké práce vstoupily také do oblasti regionálního dějepisectví. Historiografie kultury rovněž přejala Gollovu metodologii, snaha skrze dějepisectví reformovat přítomnost a inklinace k filosofii ovšem vypovídá také o značném Masarykově vlivu.
Německá historiografie v českých zemích zůstávala z velké části nacionalistická. Jejím představitelem byl moravský historik Bertold Bretholz, který tvrdil, že společnost v českých zemích byla od počátku českoněmecká, neboť Němci zde nepřišli až ve 13. století při německé kolonizaci, nýbrž přebývali zde již od dob Markomanů. Část německých historiků (Adolf Zycha, Wilhelm Wostry) však od nacionalismu postupně upouštěla, což přineslo diferenciaci německé historiografie.

## Krize pozitivistické metodologie
V meziválečném období historiografie zprvu pokračovala dále ve stopách předválečné historiografie a podle zásad Gollových pozitivistických metod (Rudolf Urbánek, František Michálek Bartoš). Tato historická práce se přitom mohla plně opřít o množství nových institucí, jejichž vznik byl založením Československa umožněn.
Sílící mechaničnost a odosobněnost práce s prameny ovšem některé historiky vedla ke skepsi, kritice gollovské metodologie a hledání nových východisek. Mezi hlavní kritiky patřil Jaroslav Werstadt, jenž zdůrazňoval, že historiografie nesmí být jen „vědou pro vědu“, ale musí být oslovující. Jan Slavík navíc zpochybňoval představu absolutní objektivity historika, upozorňoval také na proměnlivost pojmů a idejí a sám zkoumal, jak vlastně obraz minulosti vzniká.
Jistým východiskem bylo obohacení historie o hospodářský a sociální rozměr, jak to učinil Bedřich Mendl, který se inspiroval dobovým vývojem světové historiografie. Na něj navázala nová generace historiků, jež staré problémy (husitství, Bílou horu, národní obrození) začala promýšlet z nového socioekonomického úhlu pohledu. Z řady mladých historiků vybočoval Zdeněk Kalista, který poznávání historie chápal jako tvůrčí činnost. Historie podle něj nemá být jen suchým spojováním faktů, nýbrž tato fakta mají být prodchnuta dějepiscovou tvořivostí a představivostí.
Přestože v předcházející fázi německého dějepisectví v českých zemích se projevil náběh k odklonu od nacionalismu, meziválečný vývoj tuto tendenci zvrátil. Nesouhlas s vůdčí rolí Čechoslováků v československé politice a později vzestup nacismu vedl k tomu, že německá historiografie dále sloužila českým Němcům k národnostně-politickému boji.

## Marxistická historiografie

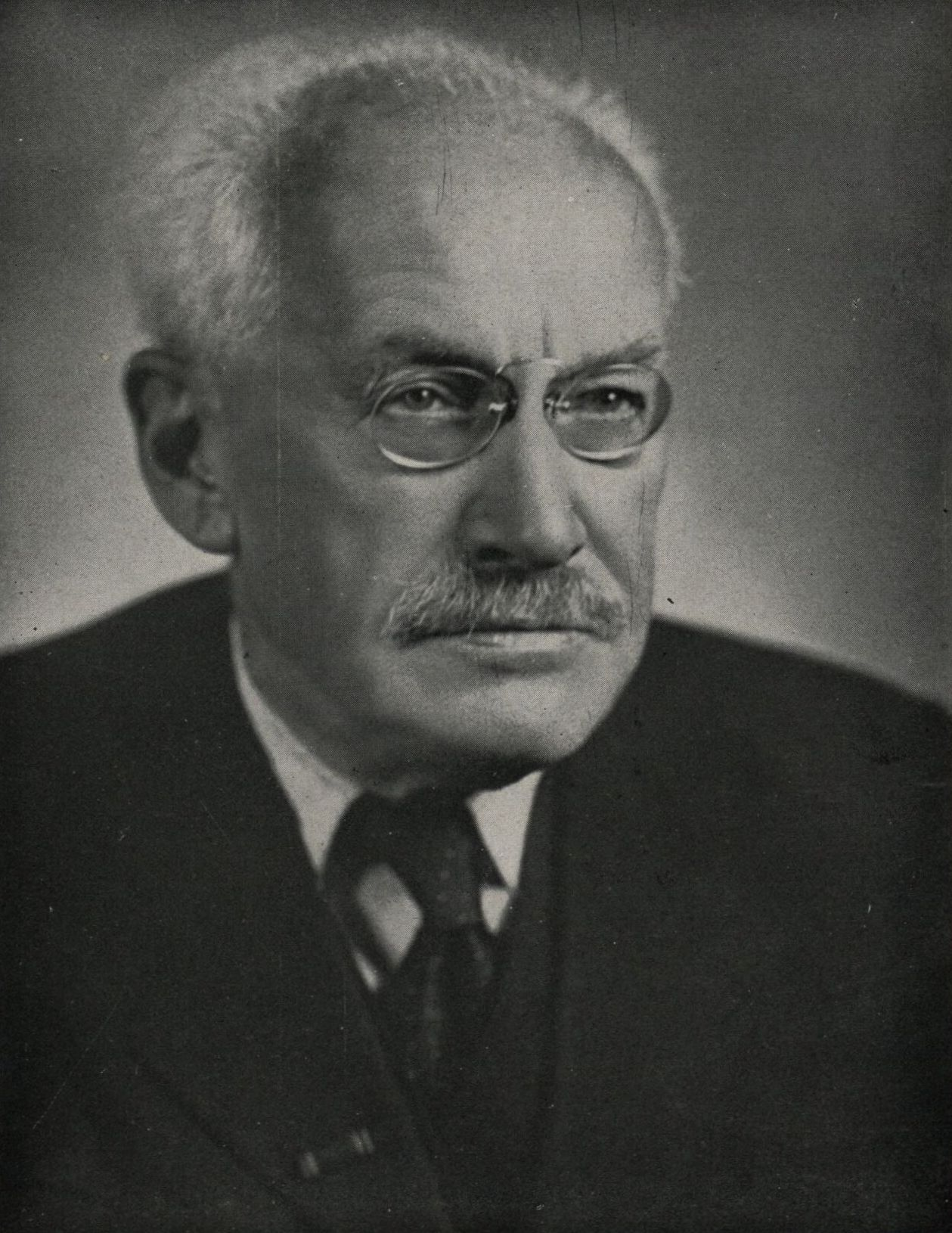
Zdeněk Nejedlý v roce 1927

V českých zemích se socialistická historiografie zabývající se dějinami dělnického hnutí a konceptem historického materialismu začala formovat na přelomu 19. a 20. století. Z autorů tohoto období lze jmenovat významného představitele sociální demokracie Bohumíra Šmerala. Rozvoj marxistické historiografie nastal za první republiky, kdy se v Československu zformovala poměrně silná intelektuální scéna hlásící se k marxistickým myšlenkám a pohybující se v blízkosti Komunistické strany Československa. K takovým publicistům a historikům se řadili například Pavel Reiman či Záviš Kalandra. Vedle Gollova žáka Zdeňka Nejedlého se do dějin českého dějepisectví významně zapsal historik Jan Slavík zkoumající procesy sociálních změn, revolucí a problematiku nejnovějších ruských dějin. Mladší levicově orientovaní historikové jakými byli například Václav Husa, Jaroslav Charvát, Jan Pachta či Václav Čejchan se sdružili v tzv. Historické skupině vydávající na konci 30. let časopis Dějiny a přítomnost.
Po Vítězném únoru 1948 získala vedoucí úlohu ve státě Komunistická strana Československa, která svou legitimitu odvozovala od historické předurčenosti komunismu jako konečného vývojového stádia lidstva. Proto se marxistické pojetí historie založené na historickém materialismu stalo pro českou historiografii povinné, zatímco starší a jiné nemarxistické dějepisectví bylo zavrhováno jako buržoazní. V národních dějinách byly hledány pokrokové tendence třídního boje sociálně utlačovaných, za jejichž vyvrcholení byla považována doba husitství. V klíčové pozici husitství marxistická historiografie navazovala na pojetí Palackého, ale rozhodující hybnou sílu nacházela v boji husitů proti feudálnímu útlaku. Tato koncepce českých dějin měla oporu v autoritě Zdeňka Nejedlého, ministru školství a později předsedovi Československé akademie věd, a vyjádření našla ve spisku mladého historika Josefa Macka Husitské revoluční hnutí (1952). Silnou poplatnost Marxovu pojetí dějin prozrazuje už název tohoto titulu, protože nemohl být použit termín revoluce vyhrazený buržoazním revolucím počínaje 16. stoletím. Vedle Josefa Macka se k významným medievistům zařadil také František Graus. Po založení Ústavu dějin KSČ v roce 1950 pak bylo značné úsilí marxistické historiografie věnováno dalšímu zkoumání dějin dělnického hnutí a dějinám komunistické strany, přičemž v roce 1961 byla vydána kolektivní syntéza Dějiny Komunistické strany.
K postupnému uvolnění a částečné liberalizaci historiografie došlo v 60. letech. Odkazy na marxismus byly v této době v pracích historiků často pouze povinnou manifestací a oboru dominovalo tematické i interpretační uvolnění. Po srpnu 1968 však následovaly rozsáhlé čistky především v oboru moderních dějin. Dějepisectví v 70. a 80. letech pak bylo negativně ovlivněno oslabením metodologického a teoretického myšlení a často bylo omezeno jen na čistě empirické dějepisectví. Přesto v této době vynikly významné práce Otto Urbana zabývajícího se utvářením české společnosti v 19. století či dílo Miroslava Hrocha věnované vzniku moderních národů. Revoluce v roce 1989 znamenala na nějakou dobu radikální odklon českého dějepisectví od marxismu, avšak rostoucí zájem o sociální a kulturní dějiny umožňuje i v současnosti využívat metody či myšlenky marxistické historiografie.